# 孔希學
孔希學（1335年12月25日—1381年10月7日），字士行，孔子第五十六代孫，山東曲阜（今山東省）人。

## 生平
孔克堅生於元順帝至元元年（1335年）十二月初十日，其父為孔克堅。至正十五年（1355年）襲封衍圣公，明朝建立後，於洪武元年（1368年）續封。洪武六年（1373年）孔希學入朝，賜襲衣冠帶。九月辭歸，命翰林官餞於光祿寺。洪武十四年（1381年）九月二十日去世，享年四十七歲:8。

## 家庭
- 元配：董氏，孔訥生母[6]:8。
  - 子：孔訥（1358年—1400年），洪武十七年（1384年）承襲衍聖公[6]:9。
- 繼配：孫都思氏，蒙古人。諱「素真」，父親是遼陽行省平章政事月魯不花[7][6]:8。

## 参看
- 儒家
- 孔子世系
- 衍聖公

## 延伸阅读
[在维基数据编辑]
 《國朝獻徵錄·卷之六》，出自焦竑《國朝獻徵錄》
 《明史卷二百八十四》，出自《明史》